# الدوري الأمريكي لكرة السلة للمحترفين 1981–82
الدوري الأمريكي لكرة السلة للمحترفين 1981–82 (بالإنجليزية: 1981–82 NBA season)‏ هو موسم من إن بي أي. أقيم خلال الفترة 30 أكتوبر 1981 وحتى 8 يونيو 1982، وأشرف على تنظيمه إن بي أي، وفاز فيه لوس أنجلوس ليكرز.